# 存冏
存冏（ぞんげい、応永18年（1411年） - 明応8年（1499年）3月4日）は、室町時代の浄土宗の僧侶。音蓮社釈誉（おんれんしゃ しゃくよ）とも称される。

## 人物・経歴
千葉氏の一族として生まれる。同族の聖聡の下で出家し、聖聡の同門で、下総国飯沼弘経寺の開山の良肇（名越流北条氏出身）に師事して浄土宗を学んだ。
松平氏（のちの徳川氏）との関係を築いたことで知られ、1451年（宝徳3年）には松平信光の帰依を受け、三河国岩津に信光明寺を開創。1478年（文明10年）には松平氏、酒井氏の寄進により信光明寺の伽藍を完成させた。
1479年（文明11年）には松平氏の勢力拡大を背景に、後土御門天皇より勅願所の綸旨を賜る。1488年（長享2年）、松平信光の葬儀を執行し、崇岳院殿の諡号を贈った。

## 事績

### 信光明寺の創建
松平氏の菩提寺としての基礎を確立し、了暁から始まる後の徳川将軍家と浄土宗の結びつきを強化した。

### 白旗派の三河進出
飯沼弘経寺法流を三河に伝え、弟子の存牛（松平親忠の子）らを通じて京都・知恩院との関係を強化した。

### 皇室との関係構築
勅願所の綸旨獲得により、地方寺院ながら朝廷との繋がりを確立した。

## 主な門弟
- 存牛 - 松平親忠の子、知恩院25世[8]

## 文化財
- 紙本墨書後土御門天皇綸旨 - 岡崎市指定文化財（書跡・典籍・古文書）、1479年（文明11年）の勅願所指定文書[6]